# Donji Mujdžići
Donji Mujdžići (cyr. Доњи Мујџићи) – wieś w Bośni i Hercegowinie, w Republice Serbskiej, w gminie Šipovo. W 2013 roku liczyła 200 mieszkańców.